# Anhídrido ftálico
El anhídrido ftálico es el compuesto orgánico de fórmula C6H4(CO)2O. Es el anhídrido de ácido ftálico. Este sólido incoloro es un producto químico industrial importante, especialmente para la producción a gran escala de plastificantes para plásticos. En el año 2000, el volumen de la producción mundial de anhídrido ftálico se estima en alrededor de 3 232 000 toneladas al año.

## Síntesis y producción
En 1836 Auguste Laurent descubrió el anhídrido ftálico. Actualmente se obtiene por oxidación catalítica del orto-xileno y naftaleno (proceso de Gibbs para el anhídrido ftálico):
C6H4(CH3)2  +  3 O2  →  C6H4(CO)2O + 3 H2O
C10H8  +  4.5 O2  →  C6H4(CO)2O + 2 H2O  +  2 CO2
Al separar el anhídrido ftálico a partir de subproductos tales como o-xileno en agua, o anhídrido maleico, se requiere una serie de "condensadores de conmutación". El anhídrido ftálico se pueden preparar también a partir de ácido ftálico:

## Aplicaciones en la industria y la síntesis orgánica
El anhídrido ftálico es un intermedio versátil en química orgánica, en parte porque es bifuncional y barato. Se somete a hidrólisis y alcohólisis. La hidrólisis por agua caliente da ácido orto-ftálico. Este proceso es reversible: anhídrido ftálico re-formas al calentar el ácido por encima de 180 °C. La hidrólisis de anhídridos no es normalmente un proceso reversible. Sin embargo, el ácido ftálico se deshidrata con facilidad para formar anhídrido ftálico debido a la creación de un anillo de 5 miembros termodinámicamente favorable.

### Preparación de los ésteres de ftalato
Como con otros anhídridos, la reacción de alcohólisis es la base de la fabricación de ésteres de ftalato, que son ampliamente utilizados (y controvertido - ver disruptor endocrino) plastificantes. En la década de 1980, aproximadamente 6.5×109 kg de estos ésteres se produjeron anualmente, y la escala de producción fue aumentando cada año, todos de anhídrido ftálico. El proceso comienza con la reacción de anhídrido ftálico con alcoholes, dando a los monoésteres:
C6H4(CO)2O  +  ROH  →  C6H4(CO2H)CO2R
La esterificación segunda es más difícil y requiere la eliminación de agua:
C6H4(CO2H)CO2R  +  ROH  {\displaystyle {\overrightarrow {\leftarrow }}}  C6H4(CO2R)2  +  H2O
El diéster más importante es bis(2-etilhexil) ftalato ("DEHP"), utilizado en la fabricación de cloruro de polivinilo.

### Síntesis orgánica
El anhídrido ftálico es un precursor de una variedad de reactivos útiles en la síntesis orgánica . Derivados importantes incluyen ftalimida y sus muchos derivados. Alcoholes quirales formar semiésteres (véase más arriba), y estos derivados son a menudo resoluble porque forman sales diastereoméricas con aminas quirales tales como la brucina. Una relacionada con apertura del anillo reacción implica peróxidos para dar el útil ácido peroxi:
C6H4(CO)2O  +  H2O2  →  C6H4(CO3H)CO2H

### Precursores de colorantes
El anhídrido ftálico se utiliza ampliamente en la industria para la producción de ciertos colorantes. Una aplicación bien conocida de esta reactividad es la preparación del colorante quinizarina derivado de la antraquinona por reacción con para-clorofenol seguido de la hidrólisis del cloruro.